# Vamos a la playa (musikalbum av Righeira)
Vamos a la playa är ett samlingsalbum av den italienska italo disco-duon Righeira, utgivet 1989 via skivbolaget CGD.

## Låtlista
| Nr           | Titel                  | Kompositör                                                                                                   | Längd |
| ------------ | ---------------------- | --- | ----- |
| 1.           | "Vamos a la playa"     | Stefano Righi, Carmelo La Bionda                                                                             | 3:40  |
| 2.           | "Hey Mama"             | Stefano Righi, Stefano Rota, Michelangelo La Bionda, Luca Orioli                                             | 3:47  |
| 3.           | "No Tengo Dinero"      | Stefano Rota, Michelangelo La Bionda, Carmelo La Bionda                                                      | 3:38  |
| 4.           | "Gli parlerò di te"    | Stefano Righi, Carmelo La Bionda                                                                             | 4:19  |
| 5.           | "Tanzen Mit Righeira"  | Stefano Righi, Stefano Rota, Michelangelo La Bionda, Carmelo La Bionda                                       | 5:31  |
| 6.           | "Italians a Go-Go"     | Stefano Righi, Stefano Rota, Michelangelo La Bionda, Carmelo La Bionda, Sergio Conforti                      | 4:10  |
| 7.           | "L'estate sta finendo" | Stefano Righi, Stefano Rota, Carmelo La Bionda                                                               | 3:46  |
| 8.           | "Innamoratissimo"      | Stefano Righi, Stefano Rota, Michelangelo La Bionda, Carmelo La Bionda, Sergio Conforti, Cristiano Minellono | 4:00  |
| 9.           | "Bambini Forever"      | Stefano Righi, Stefano Rota, Michelangelo La Bionda, Carmelo La Bionda                                       | 4:26  |
| 10.          | "Oasi in città"        | Stefano Righi, Stefano Rota, Michelangelo La Bionda, Carmelo La Bionda                                       | 4:58  |
| 11.          | "Disco Volante"        | Stefano Righi, Carmelo La Bionda                                                                             | 4:50  |
| 12.          | "Prima dell'estate"    | Stefano Righi, Stefano Rota, Carmelo La Bionda                                                               | 3:00  |
| Total längd: | Total längd:           | Total längd:                                                                                                 | 50:05 |